# Mound of the Hostages

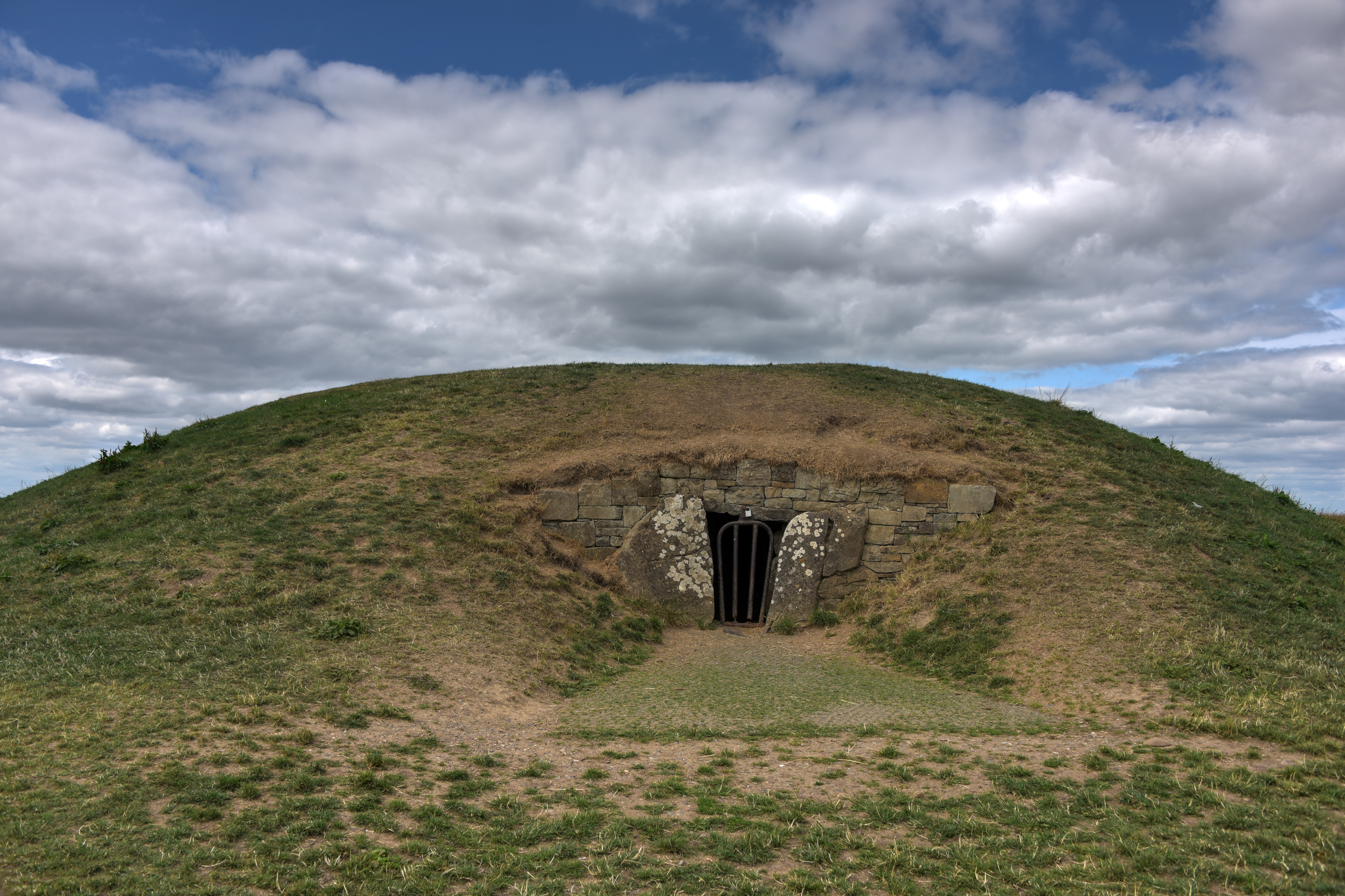
Eingang des Mound of Hostages

Die Megalithanlage Mound of the Hostages (irisch Dumha na nGiall; (deutsch „Hügel der Geiseln“) – auch Castleboy genannt) ist das älteste Denkmal auf dem Hill of Tara im County Meath in Irland. Der Rundhügel von etwa 15,0 m Durchmesser und drei Metern Höhe stammt aus der Endphase des Neolithikums, zwischen 3000 und 2500 v. Chr. und ist eine Anlage vom Typ Passage Tomb. Im Gegensatz zu einigen ähnlichen Anlagen, gibt es hier keine Hinweise auf einen umlaufenden Graben. Der Hügel befindet sich nördlich von Cormac’s Haus (irisch Teach Cormaic) und etwas südlich des Raths der Synoden, eines der seltenen Raths mit drei konzentrischen Wällen. Die Kuppe des Hügels ist der höchste Punkt in der Landschaft.

## Beschreibung
Die Kammer ist nur vier Meter lang, 1,8 m hoch und einen Meter breit. Die sieben Tragsteine und zwei Portalsteine sind komplett. Zwei der einst drei Decksteine sind erhalten. Die Kammer wird durch Schwellensteine (englisch Sill stones) in drei Abteilungen aufgeteilt, in denen sich Leichenbrand fand. Außerhalb, unmittelbar nördlich der Tragsteine und hinter dem südlichen Portalstein, befinden sich drei kleine Steinkisten. Der Hügel wurde vom frühen Neolithikum bis 1600 v. Chr. für Bestattungen verwendet und in den etwa 1500 Jahren vermutlich mehrfach ausgeräumt. Hier ist der Nachweis von mindestens 200 Einäscherungen gelungen.

## Petroglyphen
Ein dekorierter Stein steht nahe dem Zugang. Felsritzungen dieser Art treten nur bei irischen und walisischen Passage Tombs auf und haben ihre Entsprechungen in Designs von Fourknocks, Knockmany, Knockroe, Knowth, Loughcrew und Newgrange.